# Dschamal al-Hadsch Sharif
Dschamal al-Hadsch Sharif (arabisch جمال الحاج شريف, englisch Jamal al-Hajj Sharif) (* um 1930 in Sulaimaniyya, Irak) ist ein ehemaliger kurdischer Jurist und Politiker im Irak. Von 1980 bis 1983 war er als Ahmad an-Naqschbandis Nachfolger Erster Generalsekretär (Vorsitzender) des Exekutivrats (Regionalregierung) der Kurdischen Autonomen Region im Nordirak, ehe er den Vorsitz an Yahya al-Dschaf abgab. Durch eine Nachwahl wurde er 1984 noch einmal Mitglied des Exekutivrats (d. h. Minister).
In seine Amtszeit fällt der Beginn des Irakisch-Iranischen Krieges, in den auch die Kurdenregion hineingezogen wurde, nachdem der von Barzani geführte Flügel der Kurdischen Demokratischen Partei sich mit dem Iran verbündet hatte (1983 Angriff auf Hajj Umran und Angriff auf Penjwin). Mit Talabanis Patriotischer Union Kurdistans gelang der irakischen Zentralregierung und der kurdischen Regionalregierung jedoch zunächst ein Waffenstillstandsabkommen.

## Weblink
- Defense Technical Information Center: Near East/South Asia Report, Seite 42ff (Interview mit Sharif vom 15. Dezember 1983 über den Irakisch-Iranischen Krieg, Wahlen, Demokratie, Reformen und Aufbau in Irakisch-Kurdistan)

| Personendaten    | Personendaten              |
| ---------------- | -------------------------- |
| NAME             | Sharif, Dschamal al-Hadsch |
| ALTERNATIVNAMEN  | Sharif, Jamal al-Hajj      |
| KURZBESCHREIBUNG | kurdischer Politiker       |
| GEBURTSDATUM     | 1930                       |
| GEBURTSORT       | Sulaimaniyya               |